# Sunggingan (Kota Kudus)
Sunggingan is een bestuurslaag in het regentschap Kudus van de provincie Midden-Java, Indonesië. Sunggingan telt 5979 inwoners (volkstelling 2010).